# Skælskør Bank
Skælskør Bank var en dansk lokalbank, der blev grundlagt i 1876. Banken havde hovedsæde i Skælskør og havde syv filialer i resten af Vestsjælland. Samlet havde banken 110 ansatte.
Banken blev opløst den 9. september 2010 efter fusion med Max Bank i Næstved.

## Økonomisk situation
I 2007 fik banken et resultat før skat på 47,6 mio. kr. I 2008 var resultatet vendt til et underskud på 18,5 mio. kr.
Den 16. juni 2009 meddelte banken, at Fondsrådet har påbudt banken at korrigere regnskabet for første kvartal 2009 med 80,3 mio. kr. i ekstra nedskrivninger. Derved blev resultatet et underskud på 93,5 mio. kr. efter skat. Nedskrivningen har den konsekvens, at bankens solvensprocent blev 10,0 % ved udgangen af maj, og at kernekapitalen blev 5,0 %. Mindstekravet for at kunne deltage i bankpakke 2 er 8,0 % i solvens og hvis kernekapitalen er under 6 % kræver dette, at der forhandles en individuel løsning. Ledelsen har derfor meddelt, at man vil undersøge muligheden for at finde en kapitalpartner.